# Spencer Tunick

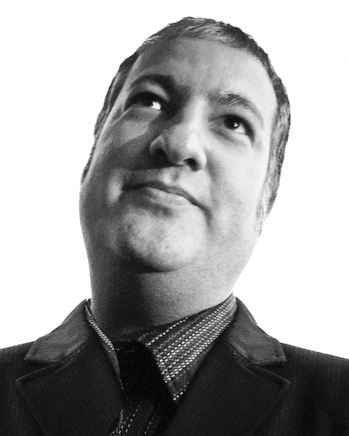
Spencer Tunick, 2007

Spencer Tunick (* 1. Januar 1967 in Middletown, New York) ist ein US-amerikanischer Fotograf. Tunick ist vor allem bekannt durch seine temporären Installationen aus nackten Menschen, die meist in urbanen Zusammenhängen als ikonographische Symbole „posieren“. Inzwischen hat Tunick mehr als 65 Installationen weltweit realisiert.
Tunick schloss 1988 das Emerson College mit einem Bachelor of Arts ab. 1992 begann er, Nackte in den Straßen von New York zu fotografieren. Mit seinen Aufnahmen wurde er schnell in den ganzen USA bekannt. Seit Mitte der 1990er Jahre führt Tunick seine Installationen weltweit durch.
Spencer Tunicks Models arbeiten bei seinen von ihm in Fotografien und Videos dokumentierten Körperinstallationen grundsätzlich ohne Gage. Zum Dank für ihre Teilnahme erhalten sie ein signiertes oder mit seiner Signatur bedrucktes und in limitierter Auflage produziertes Foto der Installation.
Seine Bilder sieht Tunick weniger als Aktfotos, vielmehr als Landschaftsskulpturen. Tunick stellt sie in einen Zusammenhang mit participatory art, wie sie in den 1960er Jahren entstand: „Nicht viele Künstler lassen Menschen Teil eines Kunstwerks werden. Meist muss man Eintritt zahlen, um Kunstwerke zu sehen. Und dann ist man nur Betrachter. Aber momentan gibt es Ansätze, dass Mitwirkung zur Kunst selbst wird.“ Tunick wird vorgeworfen, eine einzige Grundidee mit „monomanischer Beharrlichkeit“ zu verfolgen und „billige Verfremdungseffekte“ einzusetzen.
Es bestehen Ähnlichkeiten mit der Arbeit von Vanessa Beecroft, aber sie arbeitet mit Models und strebt damit eine andere kritische Auseinandersetzung mit dem menschlichen Körper an.
Der Film Ein Dorf zieht blank ist durch seine Fotoinstallationen inspiriert.

## Bekannte Installationen
- 1999: Wien in der Innenstadt.

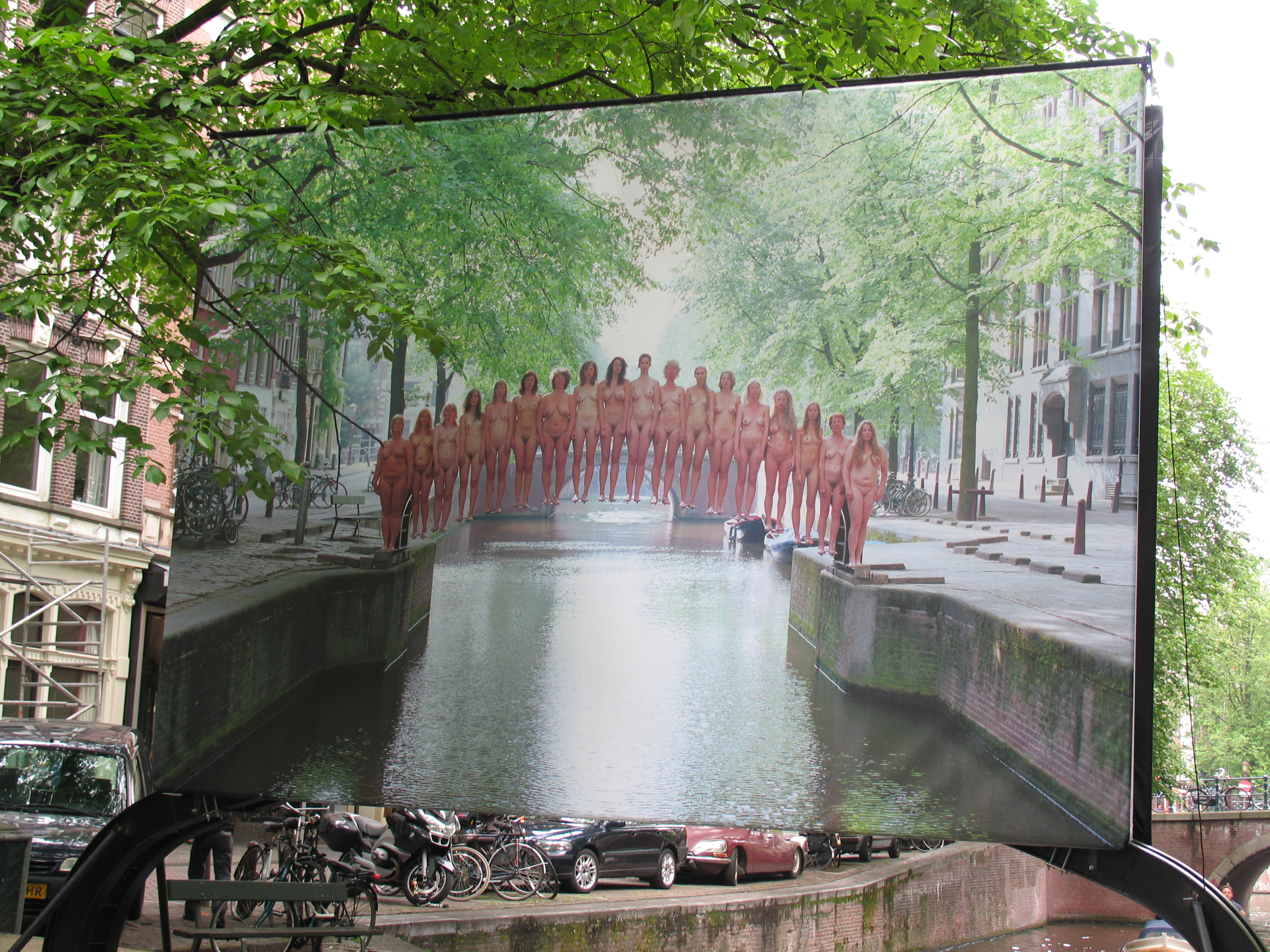
Installation in Amsterdam, aufgenommen 2007

- 2001: Melbourne in den Royal Botanic Gardens.
- 2002: São Paulo während der Biennale von São Paulo.
- 2002: Neuchâtel während der Schweizer Landesausstellung Expo.02.
- 2003: London vor der Saatchi Gallery.
- Juni 2003: Barcelona, wo er 7.000 Spanier vor dem Institut de Cultural in Szene setzte.
- 26. Juni 2004: Cleveland, mit 2.754 Teilnehmern.
- 8. Mai 2005: Brügge im Rahmen des Kulturfestivals Corpus 05, als er auf dem historischen Marktplatz 1.249 Männer und 701 Frauen bei Sturm und eisigen Temperaturen in einer Reihe stehend nackt ablichtete.
- 11. September 2005: im Binnenhafen von Lyon, mit rund 1.500 Teilnehmern.
- 11. September 2006: Freiheitsstatue von Simón Bolívar in Caracas, Venezuela mit rund 1.500 Teilnehmern.[3]
- 22. April 2006: San Sebastián, wo er zunächst 1.200 Menschen im Kurpalast und danach am Strand nackt posieren ließ
- 6. August 2006: Düsseldorf, wo er im Ehrenhof vor der Front des Museums Kunstpalast, sowie vor dem NRW Forum und in der benachbarten Parkanlage, drei Installationen aus ca. 840 nackten Menschen komponierte. Eine vierte Installation mit 50 Personen wurde im Rubenssaal des Museums Kunstpalast angefertigt.[4]
- 6. Mai 2007: Mexiko-Stadt, wo er auf dem Zócalo (dem zentralen Platz zwischen dem Parlamentsgebäude und der Kathedrale der mexikanischen Hauptstadt) ca. 18.000 Menschen zum Fotoshooting versammelte und damit seinen eigenen und bis dato geltenden Teilnehmerrekord für derartige Ablichtungen aus dem Jahre 2003 übertraf.
- 3. Juni 2007: Amsterdam, an vier Orten im Stadtzentrum (u. a. einem mehrstöckigen Parkhaus) mit ca. 2.000 Teilnehmern.
- 18. und 19. August 2007: am Rande und auf dem Aletschgletscher mit ca. 600 Teilnehmern als Aktion mit Greenpeace Schweiz gegen die Globale Erwärmung.
- 11. Mai 2008: Ernst-Happel-Stadion in Wien mit rund 1.800 Menschen.
- 17. Juni 2008: in Blarney Castle bei Cork mit über 1.000 Teilnehmern.
- 21. Juni 2008: in Dublin.

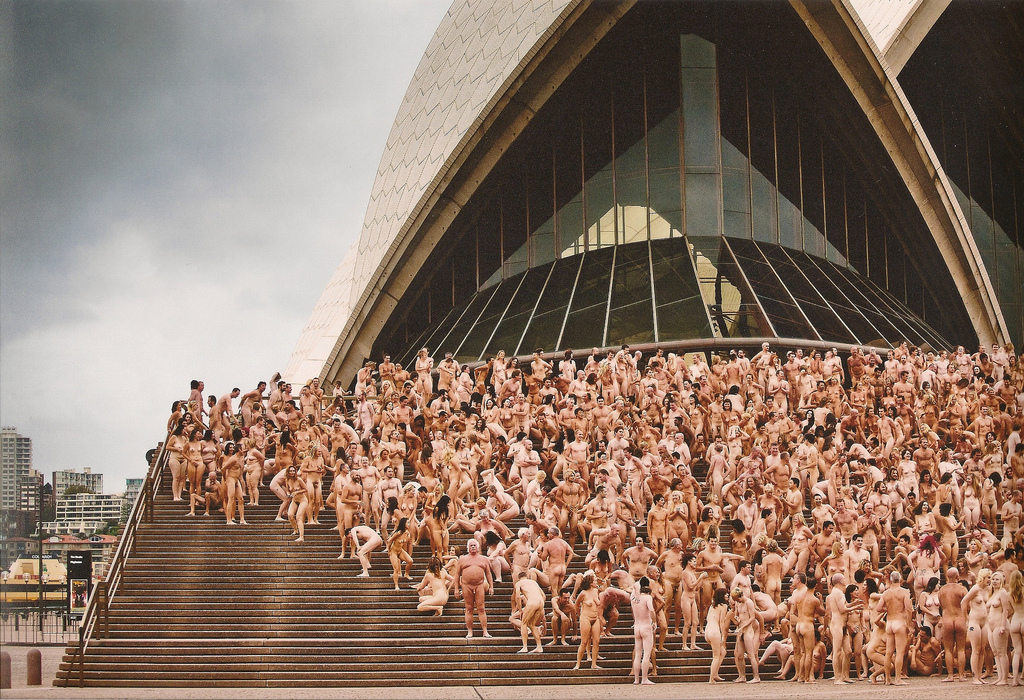
Vorbereitungen der Teilnehmer vor dem Opernhaus von Sydney.

- 1. März 2010: in Sydney vor dem Sydney Opera House mit rund 5.200 Teilnehmern.[5]
- September 2011 „Nacktes Meer“, fotografische Aktion mit 1200 Freiwilligen am Ufer des Toten Meeres in Israel, um auf die Gefahr des Austrocknens des Sees hinzuweisen.[6]
- 23./24. Juni 2012: In München inszenierte Tunick eine Interpretation von Wagners „Ring des Nibelungen“ samt Götterdämmerung. Für die 1.700 Teilnehmer am 23. Juni verwendete Tunick Körperfarben in Rot oder Gold.[7] am 24. Juni für einen kleinen Kreis von etwa 70 Teilnehmerinnen Blau oder Gold.[8]
- 9. Juli 2016: „Sea of Hull“ in Kingston upon Hull mit 3.200 nackten Teilnehmern, bemalt in vier Blautönen, mit Verweis auf das Ansteigen des Meeresspiegels.[9]
- 30. März 2019 in Valencia